# Anii 810
Secole: Secolul al VIII-lea - Secolul al IX-lea - Secolil X
Decenii: Anii 760 Anii 770 Anii 780 Anii 790 Anii 800 - Anii 810 - Anii 820 Anii 830 Anii 840 Anii 850 Anii 860
Ani: 810 | 811 | 812 | 813 | 814 | 815 | 816 | 817 | 818 | 819